# Reliance Communications
Reliance Communications (besser bekannt als RCom) ist ein Telekommunikationsunternehmen aus Indien mit Firmensitz in Navi Mumbai.
Firmengründer Dhirajlal Hirachand Ambani strebte ein digitales Indien an und ließ von 1999 bis zum 28. Dezember 2002 ein über 60.000 Kilometer langes Lichtwellenleiter-Backbone (Internet-Backbone) genannt FLAG EA Netz aufbauen. Im Jahre 2017 soll RCom mit 118 Millionen Nutzern das sechstgrößte Telekommunikationsunternehmen in Indien gewesen sein.
Reliance Telecom bietet GSM-Mobilfunk in über 15.000 Städten in über 65 Prozent der indischen Fläche an. Reliance Mobile World ist ein Portal für Mobile Phone Content (ähnlich Jamba). Reliance India Call ist ein Calling Card System für Anrufe aus dem Ausland. Im Juli 2007 wurde die Yipes Enterprise Services für ca. 300 Mio. Dollar übernommen. 
Reliance Communications hat über 33.000 Beschäftigte und einen Umsatz 2007 von über 4 Milliarden US-Dollar. Ende März 2009 hat Reliance ca. 75 Millionen Kunden. Am 26. Mai 2008 gibt Reliance bekannt, die englische Telekommunikationsfirma VANCO zu übernehmen.
Reliance Communications gehörte zur Reliance - Anil Dhirubhai Ambani Group. Anil Ambani hielt 66,75 Prozent der Aktienanteile; die restlichen 33,25 Prozent waren im BSE Sensex der Bombay Stock Exchange gelistet. Nachdem RCom in eine finanzielle Schieflage geraten war, wurde sie von Mukesh Ambanis Telekommunikationsunternehmen Jio im Jahr 2022 aufgekauft.